# Волицький ботанічний заказник
Во́лицький зака́зник — ботанічний заказник загальнодержавного значення в Україні. Розташований у межах Шептицького району Львівської області, за 4 км на північний схід від села Волиця. 
Площа 150 га. Створений у 1978 р. Перебуває у віданні Рава-Руського держлісгоспу (Волицьке л-во, кв. 22, вид. 3, кв. 23, вид. 2, кв. 24, вид. 2). 
Територія заказника — це мезотрофне болото, де переважають осоково-сфагнові угруповання з типовою флорою. Охороняється як місце зростання рідкісних та лікарських видів рослин, серед яких: журавлина звичайна, росичка круглолиста, валеріана лікарська. Болото є регулятором водного режиму території.